# Wolfgang Jürgen
Wolfgang Jürgen (* 1949 in Aachen) ist ein deutscher Regisseur, Produzent, Schauspieler, Hörspiel- und Synchronsprecher.

## Leben
Wolfgang Jürgen besuchte ein Gymnasium mit Internat in Darmstadt und absolvierte ein Studium für Schauspiel, Regie und Theaterwissenschaften in Hamburg. Er erhielt 1969 den Stipendiatenpreis des Hamburgischen Senats für die Darstellung des Hugo in Die schmutzigen Hände von Jean-Paul Sartre. Am Theater verkörperte er u. a. Rollen wie Ferdinand in Kabale und Liebe von Friedrich Schiller, Oswald in Gespenster von Henrik Ibsen oder spielte in Schillers Don Carlos, Bertolt Brechts Der kaukasische Kreidekreis und Goethes Faust. Theaterengagements hatte er u. a. am Altonaer Theater Hamburg, am Landestheater Detmold, am Stadttheater Konstanz, am Packhaustheater Bremen, am Thalia Theater Hamburg, an den Hamburger Kammerspielen, am Ernst-Deutsch-Theater, am St. Pauli Theater, bei den Burgfestspielen Jagsthausen und den Festspielen in Feuchtwangen.
Zeitgleich wurde er in vielen Fernsehproduktionen eingesetzt und arbeitete als Sprecher in zahlreichen Synchronrollen, Werbespots, Hörspielen und Dokumentationen für nahezu sämtliche deutschen Fernsehsender. Die Synchronisation der Hauptrolle in dem französischen Kultfilm Mann beißt Hund gilt als künstlerisch herausragend. Er synchronisierte zahlreiche bekannte Schauspieler, wie unter anderen Robert Vaughn, Parker Stevenson, William Shatner, James Cagney, Dennis Quaid, Charlton Heston, Montgomery Clift, Richard Anconina, Bradford Dillman und auch die Figur des Daffy Duck.
Jürgen schrieb etwa 180 Synchron-Dialogbücher und führte dabei auch selbst Regie. Dazu gehören Serien wie Columbo, Die Schlümpfe, Kleine Tiere, großer Spaß, Galaxy Rangers und viele Einzelproduktionen und Kinofilme, aber auch der mit einem Oskar ausgezeichnete französische Kurzfilm Le Tram.
In den 1970er und 1980er Jahren wurde er von Jürgen Roland in vier Tatort-Produktionen eingesetzt und spielte unter dessen Regie in Agatha Christies Die Mausefalle (Hauptrolle) in einer Produktion der Hamburger Kammerspiele.
Daneben war Jürgen zweimal „Stargast“ in Hans-Joachim Kulenkampffs Fernsehshow Einer wird gewinnen. Ende der 1980er Jahre zog er sich mit Schillers Don Carlos vom Theater und einem Gastauftritt in Gegen den Wind vom Fernsehen zurück, um nur noch als Regisseur, Autor, Sprecher und Produzent zu arbeiten.
Er wirkte auch im Rahmen von Lesungen u. a. von Mozart-Briefen mit Justus Frantz in der Hamburger Musikhalle (heute Laeiszhalle), Lyriklesungen in Kirchen, Sälen und Theatern, z. B. bei den Festspielen Feuchtwangen und war auch Moderator von Talk-Abenden und anderen Veranstaltungen.
In der Zusammenarbeit besonders prägende Regisseure waren u. a. Wolfgang Schleif, Hans Hollmann, Wolfgang Liebeneiner, Jürgen Roland, Franz Peter Wirth, Wolfgang Trautwein, Imo Moszkowicz und Wolfgang Draeger.

## Filmografie (Auswahl)
- 1977: Tatort: Das stille Geschäft (Fernsehreihe)
- 1979: Buddenbrooks (Fernsehserie, 2 Episoden)
- 1979: Tatort: Freund Gregor (Fernsehreihe)
- 1980: I. O. B. – Spezialauftrag (Fernsehserie, 1 Episode)
- 1983: Geheimsender 1212 (Fernsehfilm)
- 1983: Es gibt noch Haselnußsträucher (Fernsehfilm)
- 1985: Ami go home oder der Fragebogen (Fernsehfilm)
- 1988: Die Schwarzwaldklinik (2 Episoden)

## Dokus, Hörspiele (Auswahl)

### Industriefilme und Dokumentationen
- NDR, Die Schatzinseln
- RTL, Die Super-Drei
- BR, Theodora Bösl

- Buch, Regie, OFF-Sprache und zahlreiche Hörspiele (siehe hoerspielland.de[3]) wie
  - Pink Panther (Regie für Ravensburger)[6]
  - Berti die Zaubermaus (Produktion und Regie für Bertelsmann)

## Autor von Synchron-Dialogbüchern in eigener Regie (Auswahl)

### Fernsehserien
- Columbo: Alter schützt vor Torheit nicht
- Columbo: Bei Einbruch Mord
- Columbo: Der alte Mann und der Tod
- Columbo: Der erste und der letzte Mord
- Columbo: Meine Tote – Deine Tote
- Columbo: Mord in der Botschaft

- Teddy Ruxpin
- Galaxy Rangers
- Henderson
- Kleine Tiere, großer Spaß
- Die Schlümpfe
- Wildcat

### Spielfilme
- Le Tram[7] (Oscar)
- Twighlight
- Gemeinsam einsam
- Split Second
- Cobra Woman
- Leben auf Bestellung
- Netherworld
- Verrückt in Amerika
- Das Gelübde zerbricht
- First Light
- Desperate
- Buckey and Blue
- American Steel

## Hörspielsprecher (Auswahl)
- 1971: Gert Hofmann: Kleine Satzzeichenlehre (Müller-Lahr, Schüler) – Regie: Hans Rosenhauer (Hörspiel – NDR)
- 1981: Doris Lessing: Bericht über die bedrohte Stadt (Computerstimme) – Regie: Hans Rosenhauer (Hörspielbearbeitung, Science-Fiction-Hörspiel – NDR)
- 1981: Michael Gaida: In irgendeinem Land, so weit, so gut (Sprecher) – Regie: Hans Rosenhauer (Hörspiel – NDR)
- 1982: Shulamit Arnon: Sonnenfinsternis – Regie: Hans Rosenhauer (Original-Hörspiel – NDR)
- 1983: Julio Ortega: Ballade von der richtigen Adresse (Bürger) – Regie: Hans Rosenhauer (Hörspielbearbeitung – NDR)
- 1984: Franco Ruffini: Variando (Veränderungen) (ES, erzählende Stimme, deutsch) – Regie: Heinz Hostnig (Ars acustica – NDR)
- 1984: Raymond Chandler: Blutiger Wind (Barkeeper) – Regie: Marianne Therstappen (Hörspielbearbeitung, Kriminalhörspiel – NDR)

## Veröffentlichungen von Dramen und Lyrik (Auswahl)

### Dramen/Literatur
- Die Klugen Sterben (nach Shakespeare Der Sturm), Eigenverlag 1969
- Die Wünschelkinder‚ Lustspiel für Kinder, Eigenverlag 1969
- Baltimore, Schauspiel, Eigenverlag 1970
- Konzil der Dilettanten, Schauspiel, Eigenverlag 1971
- Deine Leiche Meine Leiche‚ Kriminalkomödie, Eigenverlag 1973
- Der Schreihals, Schauspiel, Eigenverlag 1983
- Fluppi Fleckenbein, Die fliegende Giraffe, für Karstadt 1999
- Bis der Nachtvogel ruft, Autobiographie, Verlag von Behren Medien 2020

### Lyrik
- Erde im Kopf, 33 Gedichte‚ CD‚ Verlag Life Media 2002[8]
- Arme aus Glas, Verlag Muschelhaufen Erik Martin 2002
- Blutbuche, Edition Bauwagen 2004
- Raupenzeit, Verlag Federwelt 2006
- Sonate im Fluß, Verlag Ralf Liebe 2011
- Der frühe Zorn, Lyrik der Gegenwart, Verlag Ralf Liebe 2012